# Redneck Rampage: Suckin' Grits on Route 66
Redneck Rampage: Suckin' Grits on Route 66 est un jeu vidéo de tir à la première personne sorti en 1997. Ce jeu est la suite de Redneck Rampage. Redneck Rampage: Suckin' Grits on Route 66 a connu une suite, Redneck Rampage Rides Again.